# Nuoto ai XVI Giochi del Mediterraneo - 200 metri misti femminili

## Record
Prima di questa competizione, il record del mondo (WR) e il record dei Giochi del Mediterraneo (GR) erano i seguenti:
|    | 2'08"45 | Stephanie Rice Australia | 13 agosto 2008 Pechino, Cina   |
| GR | 2'16"04 | Anja Klinar Slovenia     | 24 giugno 2005 Almería, Spagna |

Durante l'evento sono stati migliorati i seguenti record:
| Data      | Evento      | Atleta          | Nazione | Tempo   | Record |
| --------- | ----------- | --------------- | ------- | ------- | ------ |
| 27 giugno | 1ª batteria | Francesca Segat | Italia  | 2'14"74 | GR     |
| 27 giugno | 3ª batteria | Camille Muffat  | Francia | 2'14"68 | GR     |
| 27 giugno | Finale      | Camille Muffat  | Francia | 2'10"36 | GR     |

## Batterie
Sabato 27 giugno, ore 11:00 CEST.
Si sono svolte 3 batterie di qualificazione. Le prime 8 atlete si sono qualificate direttamente per la finale.
| #  | Batteria | Corsia | Atleta                 | Nazionalità          | Tempo   | Note  |
| -- | -------- | ------ | ---------------------- | -------------------- | ------- | ----- |
| 1  | 3        | 4      | Camille Muffat         | Francia              | 2'14"68 | Q, GR |
| 2  | 1        | 4      | Francesca Segat        | Italia               | 2'14"74 | Q, GR |
| 3  | 1        | 5      | Anja Klinar            | Slovenia             | 2'15"23 | Q     |
| 4  | 2        | 5      | Lara Grangeon          | Francia              | 2'16"15 | Q     |
| 5  | 2        | 4      | Mireia Belmonte Garcia | Spagna               | 2'16"21 | Q     |
| 6  | 3        | 3      | Francesca Aceto        | Italia               | 2'17"76 | Q     |
| 7  | 1        | 6      | Sarra Lajnef           | Tunisia              | 2'18"27 | Q     |
| 8  | 3        | 5      | Sophie De Ronchi       | Francia              | 2'19"76 | Q     |
| 9  | 2        | 6      | Tanja Smid             | Slovenia             | 2'21"06 |       |
| 10 | 2        | 3      | Maroua Mathlouthi      | Tunisia              | 2'21"58 |       |
| 11 | 3        | 6      | Andrea Basaraba        | Serbia               | 2'22"12 |       |
| 12 | 1        | 3      | Vasiliki Kavarnou      | Grecia               | 2'23"69 |       |
| 13 | 2        | 2      | Ceren Dilek            | Turchia              | 2'25"47 |       |
| 14 | 3        | 2      | Konstantina Papailia   | Grecia               | 2'27"53 |       |
| 15 | 1        | 2      | Simona Muccioli        | San Marino           | 2'29"16 |       |
| 16 | 3        | 7      | Nibal Yamout           | Libano               | 2'29"98 |       |
| 17 | 2        | 7      | Selma Atic             | Bosnia ed Erzegovina | 2'31"88 |       |
| 18 | 1        | 7      | Asmahan Farhat         | Libia                | 2'39"77 |       |
| 19 | 3        | 1      | Laila Kamal Farhat     | Libia                | 2'51"19 |       |

## Finale
Sabato 27 giugno, ore 18:30 CEST.
| Posizione | Corsia | Atleta                 | Paese    | Tempo   | Note |
| --------- | ------ | ---------------------- | -------- | ------- | ---- |
|           | 4      | Camille Muffat         | Francia  | 2'10"36 | GR   |
|           | 3      | Mireia Belmonte Garcia | Spagna   | 2'13"07 |      |
|           | 5      | Anja Klinar            | Slovenia | 2'14"24 |      |
| 4         | 6      | Francesca Aceto        | Italia   | 2'15"78 |      |
| 5         | 2      | Sarra Lajnef           | Tunisia  | 2'17"81 |      |
| 6         | 7      | Tanja Smid             | Slovenia | 2'20"84 |      |
| 7         | 8      | Andrea Basaraba        | Serbia   | 2'24"51 |      |
| 8         | 1      | Vasiliki Kavarnou      | Grecia   | DNS     |      |